# ピエール・フリムラン
ピエール・フリムラン（Pierre Pflimlin、1907年2月15日 - 2000年6月27日）は、フランスの政治家、弁護士。キリスト教民主主義者。1958年フランス第四共和政における最後から2番目の閣僚評議会議長(首相)となり、アルジェリア問題を収拾するために出馬したシャルル・ド・ゴールと交代する数週間在任した。
ベルギーと国境を接する北仏ノール県出身。弁護士を経て政界入りし、キリスト教民主主義を標榜する人民共和運動 (国民共和運動）を結成し、1945年アルザスのバ＝ラン県から国民議会議員に選出される。戦後の第四共和制にあって、農相を皮切りに、商業相、蔵相など閣僚ポストを歴任する。

## 5月13日事件
1958年5月13日フランス国民議会によって首相に指名されるが、同日アルジェリアに於いて暴動が発生する。フリムランはアルジェリア独立派であるアルジェリア民族解放戦線と独立に向けた交渉を開始するが、あくまで「フランスのアルジェリア」を支持する現地軍人やコロンたちによってクーデターが勃発し、フランス本土侵攻という最悪の事態の中でフリムラン率いる第四共和政政府は有効な解決策を出せずに危機に追い込まれ、崩壊した。結局、アルジェリア危機を収拾するため、ドゴールが出馬し6月1日後継首班となった。
ド・ゴールによって第五共和政が成立した後も政界の重鎮として、無任所国務相、連帯相や1959年から1983年の長きにわたりストラスブール市長などを歴任したが、ド・ゴールとはそのフランス独自論、欧州懐疑論とあわず、他の人民共和運動の閣僚とともに辞任した。1984年欧州議会議長に選出された。
2000年6月27日ストラスブールで死去。93歳。2002年、フリムランを顕彰し、ライン川にかかる橋に「ピエール・フリムラン橋」の名称が付けられた。
| 先代 ピート・ダンケルト         | 欧州議会議長 1984年 - 1987年         | 次代 ヘンリー・プラム         |
| 先代 ジャン・フォワイエ         | 連帯相 1962年                        | 次代 ジョルジュ・ゴース       |
| 先代 —                          | 国務大臣 1958年 - 1959年             | 次代 —                        |
| 先代 フェリックス・ガイヤール   | 首相 1958年                          | 次代 シャルル・ド・ゴール     |
| 先代 フェリックス・ガイヤール   | 経済・財政相 1957年 - 1958年         | 次代 エドガー・フォール       |
| 先代 ロベール・ブロン           | 経済・財政・計画相 1955年 - 1956年   | 次代 ロベール・ラコス         |
| 先代 ロベール・ブロン           | 経済・財政・計画相 1955年 - 1956年   | 次代 ロベール・ラコステ       |
| 先代 ルイ・ジャッキノー         | 海外領土相 1955年 - 1956年           | 次代 ルイ・ジャッキノー       |
| 先代 —                          | 欧州評議会担当相 1952年              | 次代 —                        |
| 先代 ジャン・マリー・ルーヴェル | 商業・対外商業関係相 1951年 - 1952年 | 次代 エドアール・ボニファウス |
| 先代 ガブリエル・ヴァライ       | 農相 1950年 - 1951年                 | 次代 ポール・アンティエ       |
| 先代 マルセル・ロクロール       | 農相 1947年 - 1949年                 | 次代 ガブリエル・ヴァライ     |